# FC Bayern München in het seizoen 1977/78
Dit artikel beschrijft de prestaties van de Duitse voetbalclub FC Bayern München in het seizoen 1977/78.

## Spelerskern
| Naam                     | Nationaliteit            | Geboortedatum | Vorige club        |
| ------------------------ | ------------------------ | ------------- | ------------------ |
| Keepers                  |                          |               |                    |
| Sepp Maier               | Bondsrepubliek Duitsland | 28-02-1944    | /                  |
| Walter Junghans          | Bondsrepubliek Duitsland | 26-10-1958    | Victoria Hamburg   |
| Anton Schrobenhauser     | Bondsrepubliek Duitsland | 09-08-1955    | /                  |
| Verdedigers              |                          |               |                    |
| Klaus Augenthaler        | Bondsrepubliek Duitsland | 26-09-1957    | /                  |
| Peter Gruber             | Bondsrepubliek Duitsland | 07-09-1952    | /                  |
| Udo Horsmann             | Bondsrepubliek Duitsland | 30-03-1952    | SpVgg Beckum       |
| Hans-Josef Kapellmann    | Bondsrepubliek Duitsland | 19-12-1949    | 1. FC Köln         |
| Kurt Niedermayer         | Bondsrepubliek Duitsland | 25-11-1955    | Karlsruher SC      |
| Erhan Önal               | Turkije                  | 03-09-1957    | /                  |
| Wolfgang Rausch          | Bondsrepubliek Duitsland | 30-04-1947    | Kickers Offenbach  |
| Vesely Schenk            | Bondsrepubliek Duitsland | 24-08-1955    | /                  |
| Hans-Georg Schwarzenbeck | Bondsrepubliek Duitsland | 03-04-1948    | /                  |
| Josef Weiß               | Bondsrepubliek Duitsland | 13-03-1952    | /                  |
| Middenvelders            |                          |               |                    |
| Alfred Arbinger          | Bondsrepubliek Duitsland | 06-06-1957    | /                  |
| Bernd Dürnberger         | Bondsrepubliek Duitsland | 17-09-1953    | /                  |
| Uli Hoeneß               | Bondsrepubliek Duitsland | 05-01-1952    | /                  |
| Branko Oblak             | Joegoslavië              | 27-05-1947    | FC Schalke 04      |
| Franz Roth               | Bondsrepubliek Duitsland | 27-04-1946    | SpVgg Kaufbeuren   |
| Karl-Heinz Wohland       | Bondsrepubliek Duitsland | 24-05-1953    | ATS Kulmbach       |
| Aanvallers               |                          |               |                    |
| Norbert Janzon           | Bondsrepubliek Duitsland | 21-12-1950    | Karlsruher SC      |
| Eduard Kirschner         | Bondsrepubliek Duitsland | 09-11-1953    | 1. FC Passau       |
| Fritz Kloo               | Bondsrepubliek Duitsland | 05-09-1957    | /                  |
| Rainer Künkel            | Bondsrepubliek Duitsland | 09-04-1950    | SV Darmstadt 98    |
| Gerd Müller              | Bondsrepubliek Duitsland | 03-11-1945    | TSV Nördlingen     |
| Wilhelm Reisinger        | Bondsrepubliek Duitsland | 30-06-1958    | /                  |
| Karl-Heinz Rummenigge    | Bondsrepubliek Duitsland | 25-09-1955    | Borussia Lippstadt |

- = Aanvoerder

### Technische staf
| Functie         | Naam                          | Nationaliteit            | Opmerking                     |
| --------------- | ----------------------------- | ------------------------ | ----------------------------- |
| Coach           | Gyula Lóránt                  | Hongarije                | Vanaf 1 december 1977.        |
| Assistent-coach | Pál Csernai                   | Hongarije                | Vanaf 1 december 1977.        |
| Coach           | Dettmar Cramer                | Bondsrepubliek Duitsland | Ontslagen op 1 december 1977. |
| Teamarts        | Hans-Wilhelm Müller-Wohlfahrt | Bondsrepubliek Duitsland |                               |

## Resultaten
| Bundesliga | DFB-Pokal   | UEFA Cup   |
| ---------- | ----------- | ---------- |
|            |             |            |
| Twaalfde   | 1/16 finale | 1/8 finale |

## Uitrustingen
Sportmerk / Hoofdsponsor: adidas
| Thuis | Uit | Doelman |

## Transfers

### Zomer
| Naam               | Nationaliteit            | Van/naar          | Type     |
| ------------------ | ------------------------ | ----------------- | -------- |
| Inkomend           |                          |                   |          |
| Norbert Janzon     | Bondsrepubliek Duitsland | Karlsruher SC     | Gekocht  |
| Walter Junghans    | Bondsrepubliek Duitsland | Victoria Hamburg  | Gekocht  |
| Kurt Niedermayer   | Bondsrepubliek Duitsland | Karlsruher SC     | Gekocht  |
| Branko Oblak       | Joegoslavië              | FC Schalke 04     | Gekocht  |
| Wolfgang Rausch    | Bondsrepubliek Duitsland | Kickers Offenbach | Gekocht  |
| Karl-Heinz Wohland | Bondsrepubliek Duitsland | ATS Kulmbach      | Gekocht  |
| Uitgaand           |                          |                   |          |
| Franz Beckenbauer  | Bondsrepubliek Duitsland | New York Cosmos   | Verkocht |
| Björn Andersson    | Zweden                   | Östers IF         | Verkocht |
| Conny Torstensson  | Zweden                   | FC Zürich         | Verkocht |
| Kjeld Seneca       | Denemarken               | Sturm Graz        | Verkocht |
| Hubertus Licht     | Bondsrepubliek Duitsland |                   | Verkocht |
| Manfred Ober       | Bondsrepubliek Duitsland |                   | Verkocht |

## Bundesliga

### Eindstand
|    | Club                     | Wed | Gew | Gel | Ver | Pnt | V-T   |
| -- | ------------------------ | --- | --- | --- | --- | --- | ----- |
| 1  | 1. FC Köln               | 34  | 22  | 4   | 8   | 48  | 86-41 |
| 2  | Borussia Mönchengladbach | 34  | 20  | 8   | 6   | 48  | 86-44 |
| 3  | Hertha BSC               | 34  | 15  | 10  | 9   | 40  | 59-48 |
| 4  | VfB Stuttgart            | 34  | 17  | 5   | 12  | 39  | 58-40 |
| 5  | Fortuna Düsseldorf       | 34  | 15  | 9   | 10  | 39  | 49-36 |
| 6  | MSV Duisburg             | 34  | 15  | 7   | 12  | 37  | 62-59 |
| 7  | Eintracht Frankfurt      | 34  | 16  | 4   | 14  | 36  | 59-52 |
| 8  | 1. FC Kaiserslautern     | 34  | 16  | 4   | 14  | 36  | 64-63 |
| 9  | FC Schalke 04            | 34  | 14  | 6   | 14  | 34  | 47-52 |
| 10 | Hamburger SV             | 34  | 14  | 6   | 14  | 34  | 61-67 |
| 11 | Borussia Dortmund        | 34  | 14  | 5   | 15  | 33  | 57-71 |
| 12 | FC Bayern München        | 34  | 11  | 10  | 13  | 32  | 62-64 |
| 13 | Eintracht Braunschweig   | 34  | 14  | 4   | 16  | 32  | 43-53 |
| 14 | VfL Bochum               | 34  | 11  | 9   | 14  | 31  | 49-51 |
| 15 | SV Werder Bremen         | 34  | 13  | 5   | 16  | 31  | 48-57 |
| 16 | TSV 1860 München         | 34  | 7   | 8   | 19  | 22  | 41-60 |
| 17 | 1. FC Saarbrücken        | 34  | 6   | 10  | 18  | 22  | 39-70 |
| 18 | FC St. Pauli             | 34  | 6   | 6   | 22  | 18  | 44-86 |

Kampioen 1.FC Köln plaatste zich voor de Europacup I 1978/79
Bekerfinalist Fortuna Düsseldorf plaatste zich voor de Europacup II 1978/79
De nummers 2, 3, 4 en 6 van de competitie, Borussia Mönchengladbach, Hertha BSC, VfB Stuttgart en MSV Duisburg, namen deel in de UEFA Cup 1978/79
TSV 1860 München, 1.FC Saarbrücken en FC St.Pauli degradeerden naar de 2. Bundesliga
De kampioenen DSC Arminia Bielefeld (Nord) en SV Darmstadt 98 (Süd) en 1. FC Nürnberg (na beslissingswedstrijden tegen Rot-Weiss Essen, 1-0, 2-2) promoveerden uit de 2. Bundesliga

## Individuele prijzen
| Prijs                         | Winnaar     |
| ----------------------------- | ----------- |
| Duits voetballer van het jaar | Sepp Maier  |
| Topschutter Bundesliga        | Gerd Müller |

## Afbeeldingen

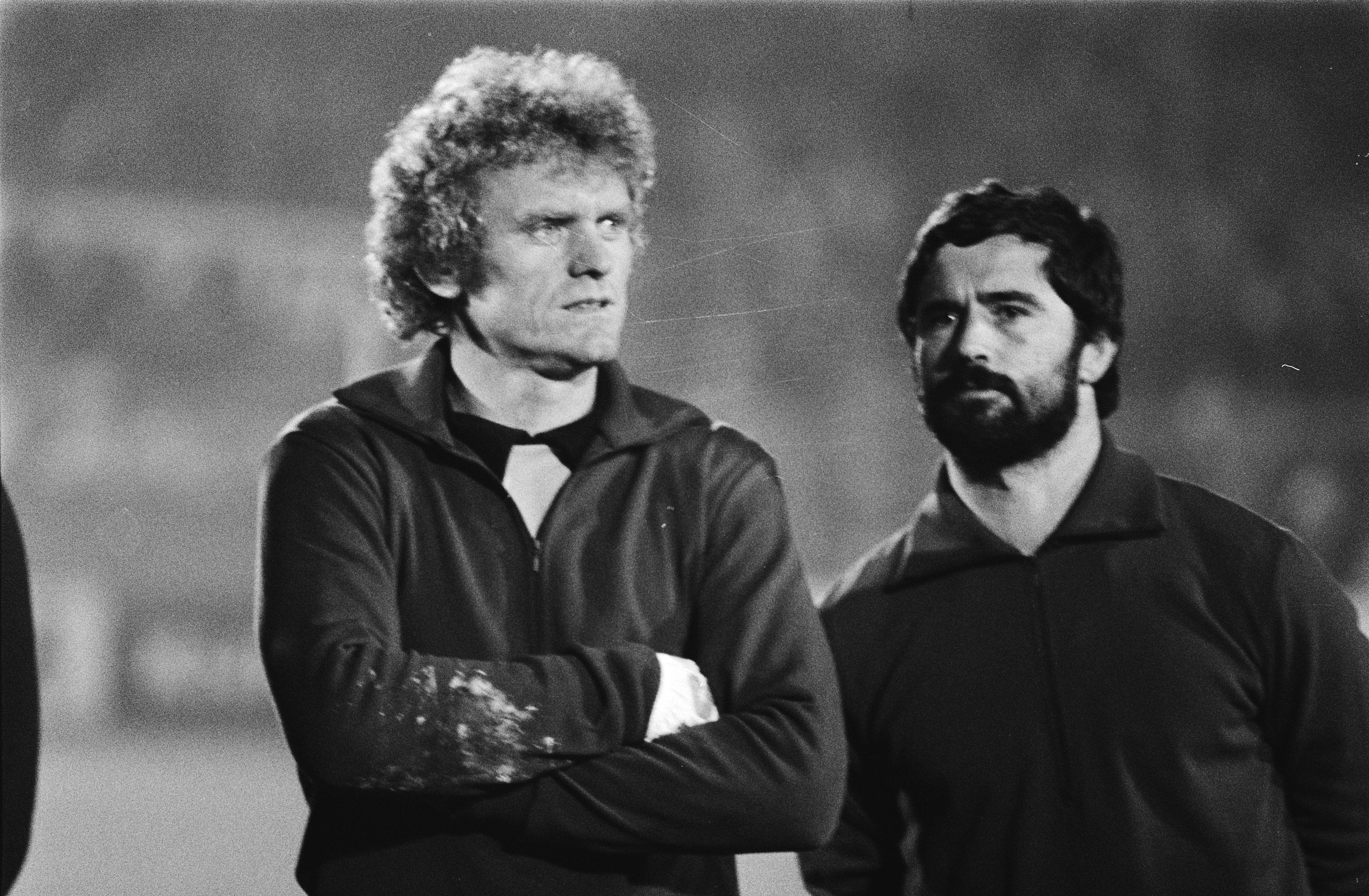
Sepp Maier (doelman)
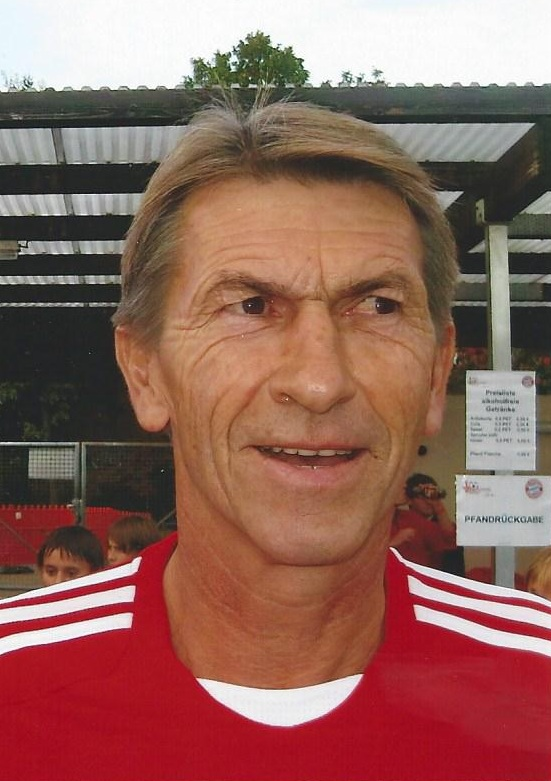
Klaus Augenthaler (verdediger)
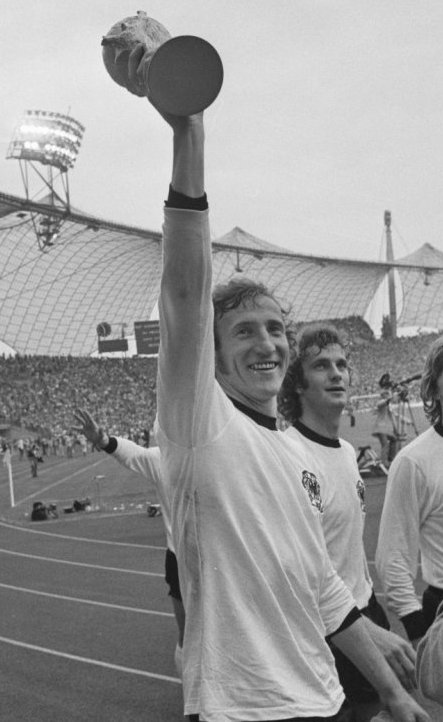
Hans-Georg Schwarzenbeck (middenvelder)
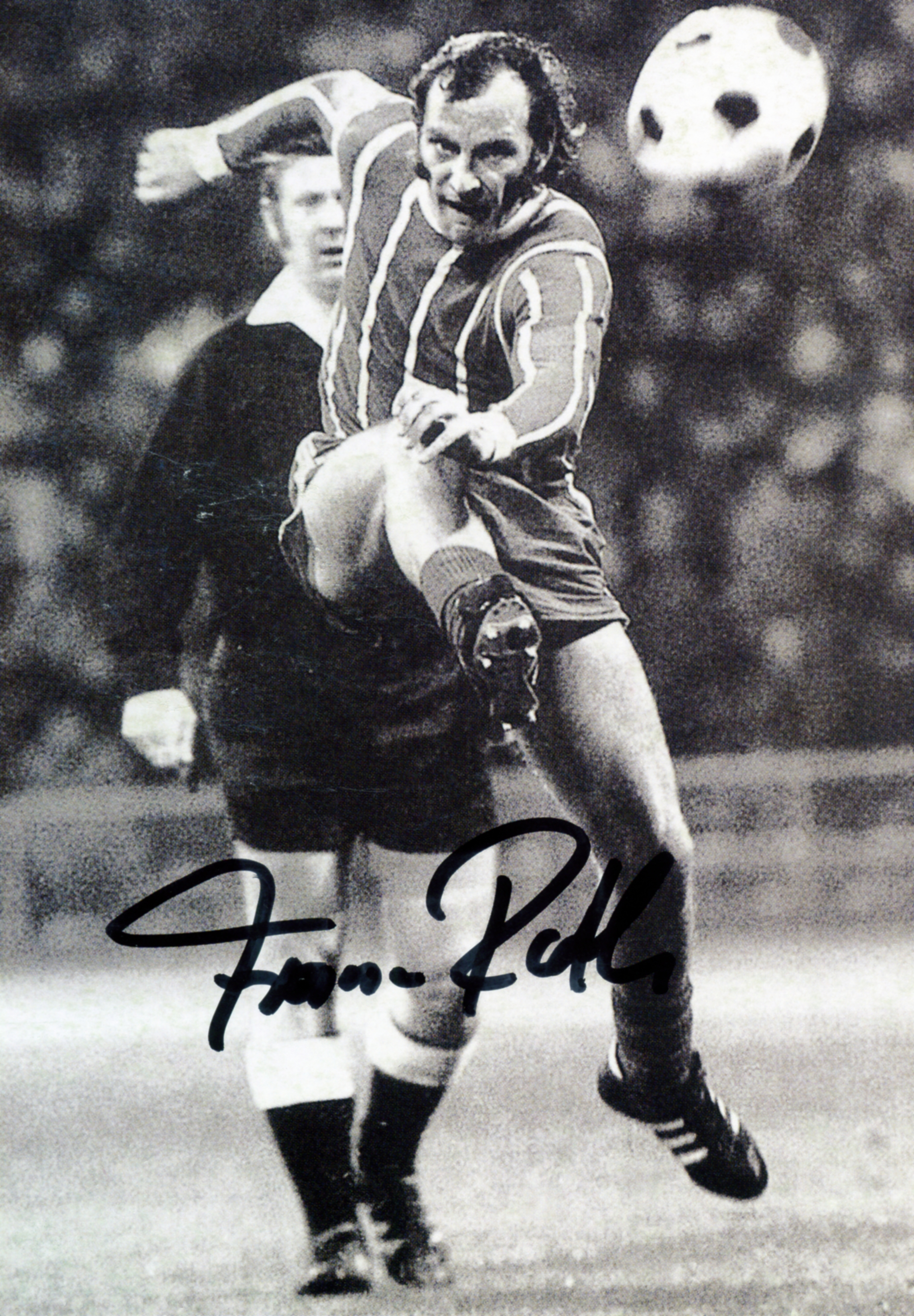
Franz Roth (middenvelder)
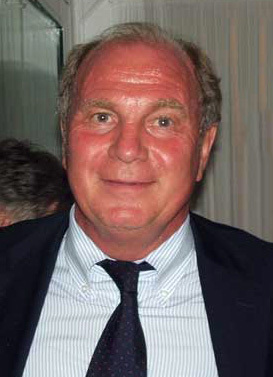
Uli Hoeneß (middenvelder)
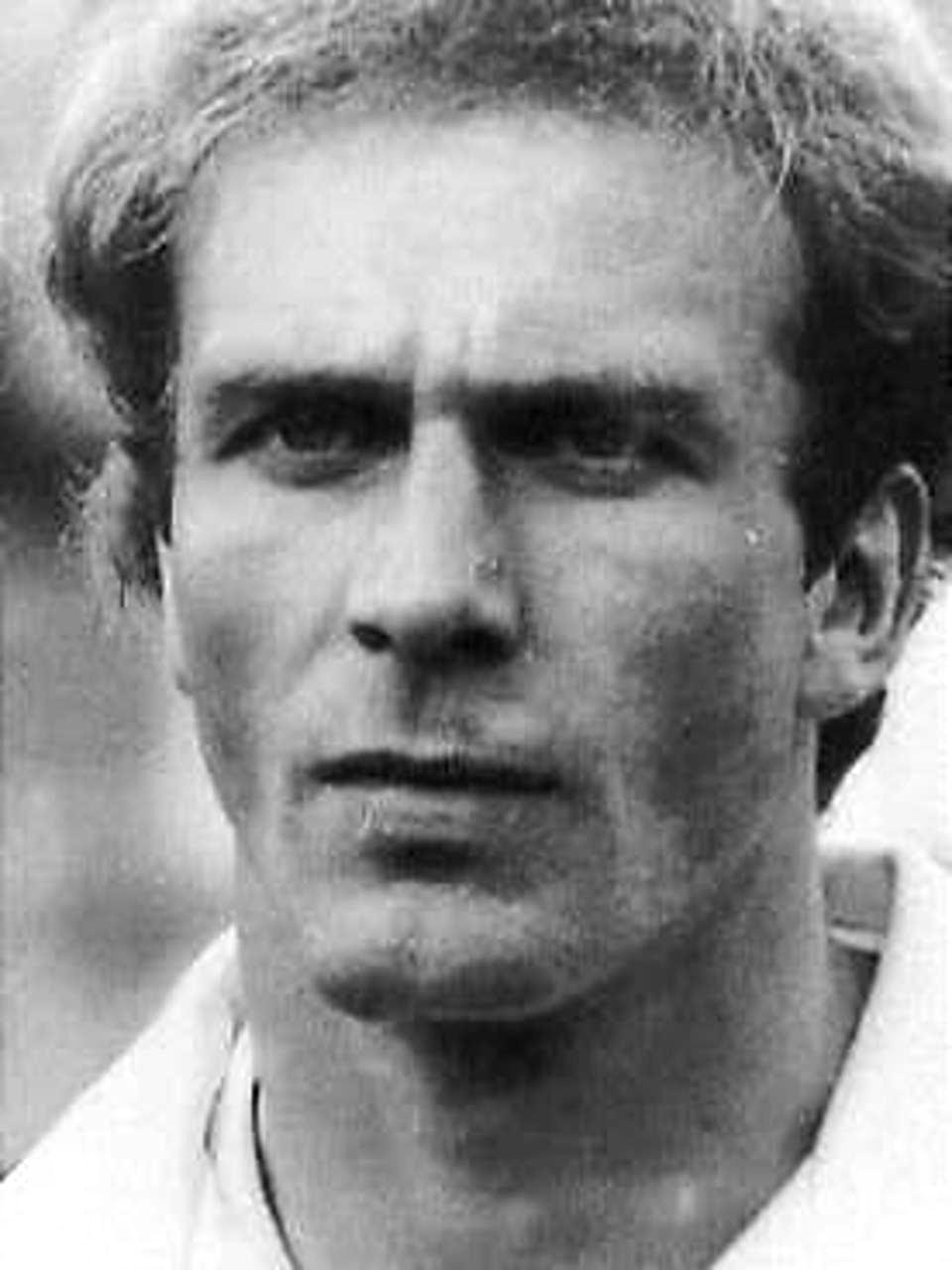
Karl-Heinz Rummenigge (aanvaller)
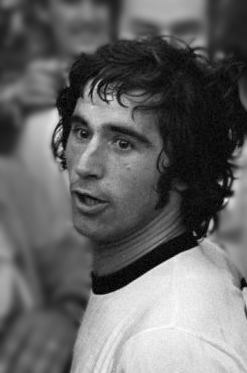
Gerd Müller (aanvaller)